# Operación unaria
Se define como operación unaria aquella operación matemática que sólo necesita el operador y un único operando (argumento) para que se pueda calcular un valor.
Por ejemplo, la función valor absoluto «| |» es un operador unario, porque sólo necesita un argumento.
También podemos ver que: dado un conjunto A, el complemento de un elemento a de A es otro elemento b de A, definiendo a b como el complemento de a:
{\displaystyle {\begin{array}{rccl}\sim :&A&\longrightarrow &A\\&a&\longmapsto &b=\sim a\end{array}}}
Con lo que tenemos que el complemento es una operación unaria interna, si a cada elemento a de A le corresponde un único elemento b de A, siendo b el complemento de a.
Ejemplos importantes de funciones unarias serían las funciones trigonométricas y sus inversas, ya que solo necesitan de un argumento para poder ser calculadas.
El número de argumentos de una función se denomina aridad.